# Halsey (Wisconsin)
Halsey es un pueblo ubicado en el condado de Marathon en el estado estadounidense de Wisconsin. En el Censo de 2010 tenía una población de 651 habitantes y una densidad poblacional de 7,59 personas por km².

## Geografía
Halsey se encuentra ubicado en las coordenadas 45°4′57″N 90°1′40″O / 45.08250, -90.02778. Según la Oficina del Censo de los Estados Unidos, Halsey tiene una superficie total de 85.83 km², de la cual 85.82 km² corresponden a tierra firme y (0%) 0 km² es agua.

## Demografía
Según el censo de 2010, había 651 personas residiendo en Halsey. La densidad de población era de 7,59 hab./km². De los 651 habitantes, Halsey estaba compuesto por el 94.78% blancos, el 0% eran afroamericanos, el 0.15% eran amerindios, el 2% eran asiáticos, el 0% eran isleños del Pacífico, el 0.92% eran de otras razas y el 2.15% pertenecían a dos o más razas. Del total de la población el 2% eran hispanos o latinos de cualquier raza.